# Comuna Bratske, Krasnoperekopsk
Bratske (în ucraineană Братське) este o comună în raionul Krasnoperekopsk, Republica Autonomă Crimeea, Ucraina, formată din satele Bratske (reședința), Poltavske și Svatove.

## Demografie
Componența lingvistică a comunei Bratske
     Ucraineană (41,98%)
     Rusă (38,89%)
     Tătară crimeeană (17,83%)
     Alte limbi (0,78%)
Conform recensământului din 2001, nu exista o limbă vorbită de majoritatea populației, aceasta fiind compusă din vorbitori de ucraineană (41,98%), rusă (38,89%) și tătară crimeeană (17,83%).